# Флаг Грайворонского городского округа
Флаг Грайворо́нского городско́го о́круга (флаг Грайворонского района) — официальный символ Грайворонского района Белгородской области Российской Федерации, наряду с гербом. 
Флаг обозначает территорию муниципального образования, здания, в которых располагаются органы местного самоуправления муниципального образования, организации и учреждения находящиеся в муниципальной собственности или муниципальном управлении, кабинеты должностных лиц и залы официальных заседаний муниципальных образований; собрания жителей муниципального образования, колонны и транспортные средства; служат средствами украшения и праздничной эстетики.
Первоначально данный флаг был утверждён 10 июля 2003 года, как флаг Грайворонского района Белгородской области Российской Федерации (после муниципальной реформы 2006 года — муниципальный район «Грайворонский район» Белгородской области).
Законом Белгородской области от 19 апреля 2018 года № 256, муниципальное образование «Грайворонский район» было преобразовано в Грайворонский городской округ.
Решением Совета депутатов Грайворонского городского округа от 18 декабря 2018 года № 93, данный флаг был утверждён официальным символом Грайворонского городского округа.

## Описание
«Флаг Грайворонского городского округа представляет собой прямоугольное полотнище жёлтого цвета со светло-жёлтой каймой по периметру полотнища; в крыже (верхней части флага у древка) помещена фигура герба Грайворонского городского округа: чёрный ворон с диагонально распростёртыми крыльями.
На оборотной стороне полотнища помещено аналогичное зеркальное изображение. Соотношение сторон полотнища — 2:3».

## Обоснование символики
В основу флага Грайворонского района положен исторический герб города Грайворон, Высочайше утверждённый
25 октября (6 ноября) 1841 года, описание которого гласит: «Щит, разделенный на две равныя части: верхняя из них заключает в себе герб губернскаго города Курска, а нижняя имеет в золотом поле летящаго в правую сторону чернаго ворона, с распростертыми в диогональном положении крвльями».